# Festival du film britannique de Dinard 2015
Le Festival du film britannique de Dinard 2015, 26e édition du festival, s'est déroulé du 30 septembre 2015 au 4 octobre 2015.
Le 6 juillet 2015, l'équipe du festival annonce que Jean Rochefort succède à Catherine Deneuve en tant que président du jury de la 26e édition du festival.

## Déroulement et faits marquants
Le mardi 11 août 2015 est dévoilé neuf des films qui seront présentés lors du festival. Parmi eux le film de Andrew Haigh 45 Years. Ce film avait permis à ces deux interprètes principaux (Charlotte Rampling et Tom Courtenay) d'être récompensés lors du 65e Festival du film international de Berlin. Courtenay avait reçu un hommage lors de la 24e édition.
Le 1er septembre 2015 sont annoncés la sélection et les membres du jury de cette 26e édition. Initialement prévue dans le jury, le réalisateur anglais Julien Temple se désiste, et est remplacé par Helena Mackenzie. Plus tard on apprend la venue de trois nouveaux jurés dont Natalie Dormer de la série Game of Thrones.

## Jury

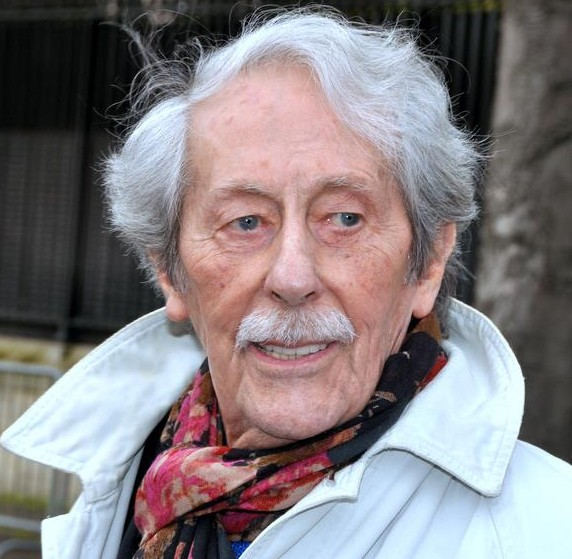
Jean Rochefort, président du jury 2015.

- Jean Rochefort (président du jury), acteur  France
- Alexandra Lamy, actrice  France
- Emma de Caunes, actrice et animatrice de télévision  France
- Mélanie Doutey, actrice  France
- Virginie Efira, actrice  Belgique
- Amara Karan, actrice  Royaume-Uni  Sri Lanka
- Bernard Lecoq, comédien  France
- Helena Mackenzie, responsable des investissements et du développement pour Film London  Royaume-Uni
- Bertrand Faivre, producteur  France
- Natalie Dormer, actrice  Royaume-Uni
- Pierre Salvadori, acteur et réalisateur  France
- Noah Taylor, acteur  Australie

## Sélection

### En compétition
- Kill Your Friends de Owen Harris
- Just Jim de Craig Roberts
- Departure d'Andrew Steggall
- American Hero de Nick Love
- Couple in a Hole de Tom Geens

### Ouverture
- A Long Way Down de Pascal Chaumeil (film d'ouverture)

#### En avant-première
- 45 Years de Andrew Haigh
- Birthday de Roger Michell
- Breaking the Bank de Vadim Jean
- Bypass de Duane Hopkins
- Dough de John Goldschmidt
- The Ecstasy of Wilko Johnson de Julien Temple
- Gold de Nial Heery
- Hide and Seek de Johanna Coates
- Lapse of Honour de Rayna Campbell
- The Lobster de Yorgos Lanthimos
- The Lost Honour of Christopher Jefferies de Roger Michell
- Mr. Holmes de Bill Condon
- Norfolk de Martin Radich
- Orthodox de David Leon
- Still de Simon Blake
- The Survivalist de Stephen Fingleton
- Love is Blind de Dan Hodgson
- Hector de Jake Gavin

### Hommage
- Hanif Kureishi: écrivain et scénariste britannique

## Palmarès
- Hitchcock d'or : Couple in a Hole de Tom Geens
- Prix du scénario : Couple in a Hole de Tom Geens
- Prix du public : Couple in a Hole de Tom Geens
- Prix Coup de cœur : 45 Years de Andrew Haigh